# Superdrug

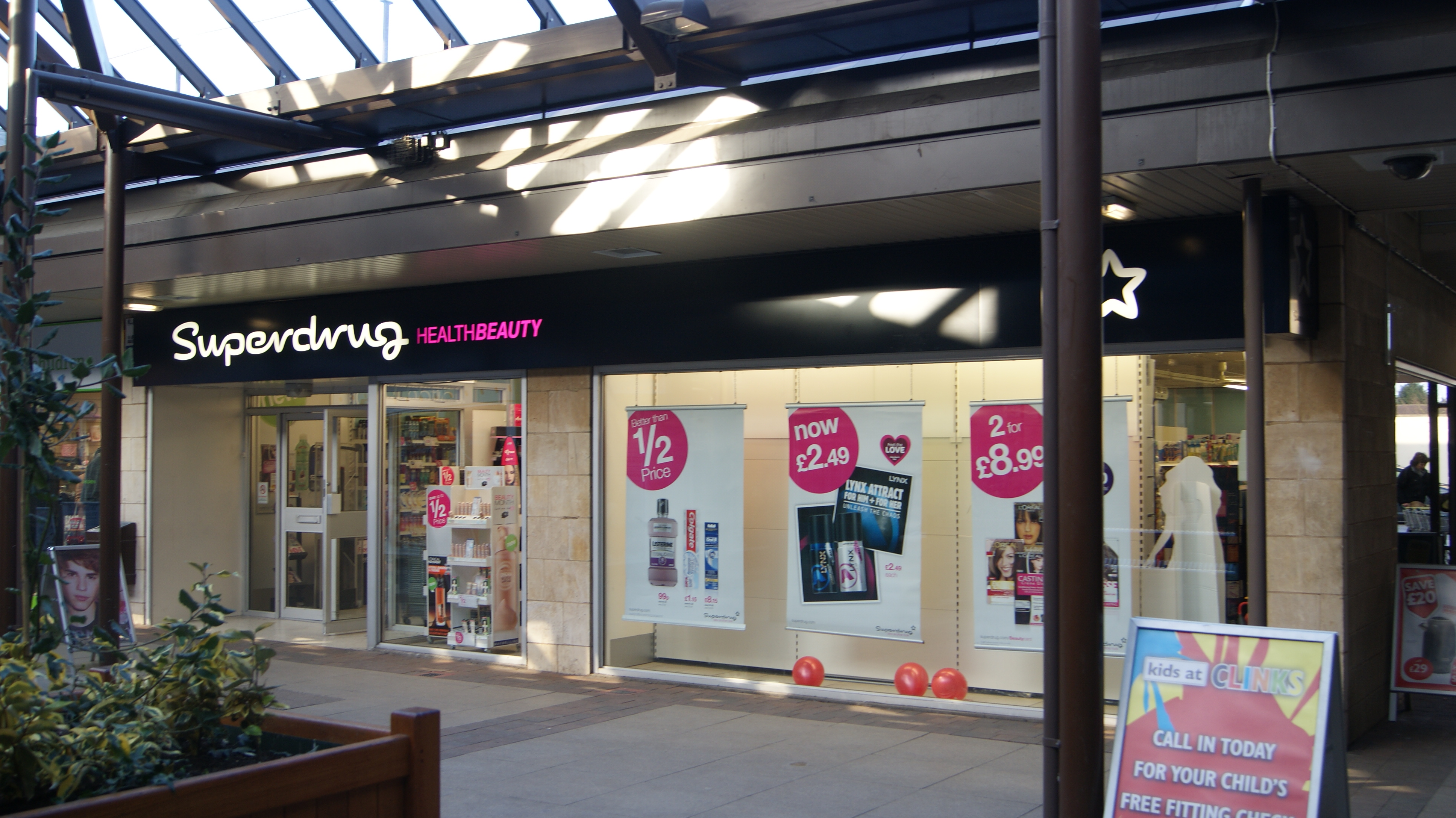
Une boutique Superdrug dans le centre commercial Horsefair à Wetherby dans le Yorkshire de l'Ouest.

Superdrug (officiellement Superdrug Stores plc) est une chaîne de britannique spécialisée dans les soins de santé et de beauté avec plus de 900 boutiques au Royaume-Uni et en Irlande, appartenant au groupe A.S. Watson.
La chaîne emploie plus de 12 000 personnes. Chaque magasin vend par défaut des cosmétiques, et plus de 220 magasins comprennent une pharmacie y compris des salles de consultation.

## Histoire
En 1964, Superdrug a été fondée par les frères Goldstein à Londres, sous le nom de Leading Supermarkets Limited (« principaux supermarchés limitée »), les deux avaient une expérience travaillant dans l'industrie alimentaire de détail. Plus tard la même année, l'enseigne adopte son nom actuel « Superdrug ». 
Le 26 avril 1966, le premier magasin officiel a été ouvert à Putney dans la banlieue de Londres. En 1968, il y avait un total de trois magasins, situés à Putney, Croydon et Streatham, la même année Superdrug acquis également son premier centre de distribution, qui était situé dans le quartier londonien Wimbledon.
Au début des années 1970, l'enseigne s'est développée rapidement à une chaîne de 40 magasins. Et en 1971, la corporation Rite Aid, une chaîne de drogueries américaine, a acquis 49 % de Superdrug Stores plc.